# Mala interferirajuća RNK
Mala interferirajuća RNK (skraćeno siRNK, eng. small interfering RNA, siRNA) je mala nekodirajuća molekula RNK. Uz siRNK, ulogu u reguliranju genskog izražaja također imaju mikroRNK (miRNK) i RNK sa strukturom ukosnice (shRNK).:sažetak, str. 2 u pdf-u
SiRNK je dvolančana molekula RNK koja posredovanjem u procesu interferencije RNK rezultira prigušivanjem (utišavanjem) gena komplementarnim sparivanjem s ciljnom molekulom mRNK. Mala interferirajuća RNK ima slične prepreke tijekom RNKi: slabe je stabilnosti in vivo, zbog barijera ima teškoća u isporuci molekule i javljaju se neželjeni učinci koji ne rezultiraju utišavanjem gena.:sažetak, str. 2 u pdf-u
MiRNK, shRNK i siRNK primjenjuje se kao posrednike u terapijskom liječenju bolesti poput infekcija i tumora.:sažetak, str. 2 u pdf-u